# Sporting Pelt
Maillots
Actualités
Le Handbal Sporting Pelt, abrégé en Sporting Pelt, est un club de handball, situé à Pelt dans le Limbourg belge.
Fondé en 1969 sous le nom de Sporting Pelt, le club hérite du matricule 112. Il est, tant sur le plan avant-gardiste que sur le plan du palmarès, un des tout grands noms du handball belge. Premier club limbourgeois à s'être hissé parmi l'élite. C'est, en effet, également le premier club du Limbourg à décrocher le titre du Champion de Belgique, une saison seulement après sa montée. Ses heures de gloires coïncide avec les années 80. Avec son concurrent de Hasselt, Neerpelt dominent ainsi outrageusement le championnat belge. Décrochant 9 sacres nationaux. 
Plus discrets dans les années 90, le Sporting revient sur les devants de la scène avec un dernier et dixième titre en 2004. Au niveau de la Coupe, les Campinois se sont également montré bien présent en l'emportant à 9 reprises. En proie à des difficultés, le Sporting Neerpelt fusionne avec le HCA Lommel en 2009 et devient le Sporting Neerpelt-Lommel, simplifié en Sporting NeLo.
Affilié à la VHV, le Sporting NeLo devient en 2019, le Sporting Pelt en raison de la fusion des communes de Neerpelt et d'Overpelt qui donnèrent l'entité nouvelles de Pelt. Depuis 2017, le club évolue en BeNe League

## Histoire

### 1969-1983: Des débuts en apothéose
Fondé en 1969, le Sporting Neerpelt obtient le matricule 112.
Le Sporting se montra tout de suite comme étant une bonne formation, gravissant les échelons du handball belge, le club se retrouva en division 1 lors de la saison 1976/1977, soit sept ans après sa création, ce fut le tout premier club limbourgeois atteignant l'élite.
Et après une saison dans cette division 1, le Sporting Neerpelt parvient à remporter le tout premier titre de champion de Belgique de son histoire lors de la saison 1977/1978, synonyme d'une première participation en Coupe des clubs champions pour la prochaine saison.
Une saison 1978/1979 abordé en tant que tenant du titre par le Sporting Neerpelt ainsi que représentant du handball belge en Europe puisqu'en Coupe des clubs champions, le Sporting affronta leur voisin néerlandais du Hermes Den Haag qu'il défit sur un total de 42 à 36 (18-16; 18-26) et passa au prochain tour de la compétition où cette fois-ci Neerpelt tomba sur le club tchécoslovaque du VSZ Košice mais fut éliminé sur le total de 42 à 31 (23-13; 19-18).
Alors qu'au niveau national, le titre se joua de très peu puisque le Sporting Neerpelt étaient au coude à coude avec le KV Mechelen où ce fut finalement les anversois qui eurent le dernier mot et donc Neerpelt perdit sa couronne de champion.
Non qualifié lors de la saison 1979/1980, le club put se concentrer sur le niveau national puisqu'il remporta son deuxième titre de champion de Belgique au détriment du SK Avanti Lebbeke, battu lors du test match à Hoboken alors que le club réussit également à inscrire une autre compétition sur son tableau de chasse, la Coupe de Belgique où Neerpelt parvient à s'imposer 27 à 24 sur le terrain d'Etterbeek face au KV Sasja HC Hoboken, lors de la finale.
La saison 1980/1981 laissa sans équivoque le Sporting Neerpelt comme monarque absolue du handball belge remportant pour la troisième fois de son histoire le titre de champion de Belgique dans une saison où le club ne concéda à aucune défaite mais ça on ne peut pas en dire autant en Coupe de Belgique où arrivant en finale de la compétition, le Sporting affronta tout comme la saison précédente le KV Sasja HC Hoboken mais celui-ci prit sa revanche en s'imposant sur le score étriqué de 15 à 14.
Au niveau européen, Neerpelt réussit à passer au deuxième tour en écartant les luxembourgeois du HB Dudelange mais au second tour le club tomba sur les tchécoslovaque du Dukla Prague, ceux-ci se débarrassa de Neerpelt sur le score total de 49 à 30 (29-16; 20-14).
La saison 1981/1982 est un remake de la saison passée, en effet le Sporting Neerpelt remporta son troisième titre de champion de Belgique et en Coupe de Belgique, le club perd la finale 18 à 15 à Namur face encore une fois au KV Sasja HC Hoboken.
Tandis qu'en Coupe des clubs champions, le Sporting Neerpelt rencontra les néerlandais du HV Blauw-Wit dans une double confrontation qui s'avéra victorieuse pour le Sporting Neerpelt, soit 19 à 21 à l'extérieur et 15 à 14 à domicile et donc le club remporta cette double confrontation sur le total de 33 à 36.
La réussite ne fut la même au tour suivant puisque face aux danois du Helsingør HF, Neerpelt concéda à deux défaites et fut donc éliminé sur le total de 45 à 37 (26-16; 19-21).
La saison suivante fut moins bonne car même si les campinois décrochèrent leur quatrième titre de champion de Belgique dont le troisième d’affilée, le club n'arriva pas à atteindre la finale de la Coupe de Belgique comme les saisons précédente et même au niveau de la Coupe des clubs champions ce fut laborieux pour Neerpelt face au club néerlandais du V&L Handbal Geleen qui malgré une victoire à domicile, 20 à 16, perdit la rencontre à l'extérieur sur le lourd score de 21 à 12 et donc se fit évincer de la compétition sur le total de 32 à 37.

### 1983-1986: Dans l'ombre de Hasselt
Si les années 1980 furent synonyme d'une nouvelle domination dans le handball belge, celle du Sporting Neerpelt, ce fut en fait surtout de l'éveil du handball limbourgeois que ces années furent synonyme.
Puisqu'en plus du Sporting Neerpelt, un autre club, l'Initia HC Hasselt enchaîne les places d'honneur au point tels que cette formation arrivera à détrôner le Sporting Neerpelt en remportant le titre de Champion de Belgique ainsi que la Coupe de Belgique lors de la saison 1983/1984, une saison où les campinois réussissent tout de même à se qualifier pour la Coupe IHF, moins prestigieuse que la Coupe des clubs champions.
Alors que cette même saison, le club disputa la Coupe des clubs champions où il rencontra la formation française de l'US Ivry qu'il réussit à battre sur le total de 35 à 40 (19-23;16-21).
Arrivé dès lors au deuxième tour, le club fut stoppé par les norvégiens de l'Oppsal IF battu sur le total de 31 à 37, malgré une victoire à domicile de 20 à 15, Neerpelt fut défait 22 à 11 à Oslo.
Lors de la saison qui suivit, la Coupe IHF, le club, après s’être défait des Italiens du HC Rovereto au premier tour, des israéliens du Hapoël Rehovot en huitième de finale, le Sporting fut éliminé par la formation espagnoles du CB Tecnisa Alicante sur un total de 59 à 46 (36-17;23-29).
Une assez bonne performance dans une compétition où Neerpelt participa de nouveau lors saison 1985-1986 du fait d'une nouvelle prestation peu convaincante dans un championnat toujours autant dominé par l'Initia HC Hasselt et lors de cette nouvelle participation à cette Coupe IHF, le Sporting fut éliminé d'entré de jeu par les  yougoslaves du  RK Proleter Zrenjanin lors d'une double confrontation qui se solda sur le petit écart de 41 à 45 où en plus d'une défaite à l'extérieur, 17 à 21, Neerpelt concéda à un partage à domicile, 24 à 24.
Au niveau national, le club resta fidèle à ses dernières saisons en se qualifiant pour la Coupe IHF.

### 1986-1990: Seconde vague
C'est alors que pour la saison 1986/1987, le Sporting Neerpelt revient en force, tous d'abord avec l'arrivée de leur nouveau gardien qui fera également office d’entraîneur, soit l'ex-international polonais Mietek Wojczak.
Avec cette nouvelle recrue, Neerpelt remporta son sixième titre de Champion de Belgique deux jours avant la fin de la saison, un titre après trois ans d'absence, un titre mais surtout un doublé puisque le Sporting remporta sa deuxième Coupe de Belgique, sept ans après la première, une finale que les campinois remportèrent 21 à 19.
En Coupe IHF, Neerpelt se fit éliminer d'entré de compétition par les suisses BSV Berne tandis que la saison suivante, ce fut la Coupe des clubs champions que le Sporting retrouva, une campagne où après s’être défait du club néerlandais du HV Sittardia sur le net score de 38 à 29 (19-28; 10-18), le club fut éliminé par les espagnols du CD Bidasoa sur le total de 33 à 31 (15–14;14–17).
Alors que cette même saison, Neerpelt réussit à refaire le doublé Coupe-Championnat, s'imposant une nouvelle fois en finale de la Coupe face au KV Sasja HC Hoboken.
La saison 1988/1989 fut des plus serré en championnat puisqu'elle donna une féroce bataille pour le titre entre l'Initia HC Hasselt et le Sporting Neerpelt lors des Play-offs.
Au point tel que c'est la dernière journée qui en décidera, Hasselt est vu comme le prétendant le plus sérieux au titre pour diverses raisons qui sont que c'est eux qui ont l'avantage de recevoir et donc de jouer devant leur public mais aussi pour le fait que ces play-offs débutèrent par la victoire de l'Initia sur le terrain de Neerpelt, 18 à 26.
Et contre tout attende, ce fut le Sporting Neerpelt qui remporta le titre s'imposant sur la large victoire de 18 à 26 et donc le Sporting remporta son huitième sacre tandis qu'en Coupe de Belgique, Neerpelt retrouva en finale la surprenante équipe du HC Herstal, outsider wallon.
Lors d'une finale assez équilibré, la mi-temps se concluant sur le score de 10 à 7 en faveur de Neerpelt, qui réussit concrètement à se défaire de son adversaire grâce à un excellent Chris Claes, auteur de huit buts qui celèrent le match à 23 à 17.
Ceci fut donc, synonyme d'un troisième doublé Coupe-Championnat de suite pour le Sporting.
Tandis qu'au niveau européen, les campinois furent éliminés au premier tour de la compétition par les Suisses du ZMC Amicitia Zürich, 44 à 39 (25–19;19–20).
Lors de l'entre-saison, le Sporting acquit quelques nouveaux éléments tels que Wil Jacobs ou bien, le gardien du KV Sasja HC Hoboken, Freddy D'Hollander, supposant dès lors que Wojczak ne serait plus que l’entraîneur
La saison débuta par la coupe d'Europe, qualifié en Coupe des clubs champions, le Sporting dut affronter les autrichiens de l'UHK Volksbank Vienne, lors d'une double confrontation dont la première, à domicile, se déroula de façons remarquable puisque Neerpelt remporta la rencontre 22 à 17.
Mais ce fut bien plus difficile en terre autrichienne, étant donné que le Sporting Neerpelt perdit la rencontre sur un score de 15 à 21 et donc se fit évincer de la compétition sur un total de 37 à 38.
Alors qu'en Coupe de Belgique, le Sporting, tenant du titre, n'arriva pas à refaire le doublé.
En effet après s’être défait du KV Sasja HC Hoboken, 20 à 21, le Sporting fut éliminé en demi-finales sur le même écart par l'Union beynoise, 26 à 25.
Mais, en championnat, le Sporting resta impitoyable tout au long de la saison, enregistrant 17 victoires et une seule défaite face à l'Olse Merksem HC, le club termina la phase classique à la première place avec un total de 34 points.
Et donc, les campinois affrontèrent l'Union beynoise, quatrième de la phase classique, en demi-finales des Plays-offs.
Neerpelt reçut en premier, au début de la rencontre, les deux formations firent jeux égal et la première mi-temps se termina 8 à 10 en faveur des flamands, puis lors de la seconde période, beyne ramena le score à 13 partout mais avec l'aide de Jacobs et Smeets, le Sporting s'imposa finalement sur le score de 25 à 21.
Le lendemain, au match retour, les tenants du titre furent toujours aussi entreprenants à tel point qu'au repos, il menèrent 11 à 14 mais lors de la deuxième période l'Union beynoise réussit à rattraper son retard et le score afficha alors 26 partout, mais Jacobs en décida autrement puisqu'il scella le score à 26 à 27 en faveur du Sporting qui se qualifia en finale.
Une finale où Neerpelt retrouva un autre formation liégeoise, le HC Herstal tombeur du KV Sasja HC Hoboken.
Lors du match aller, Neerpelt prend tous de suite le match en main, menant 3 à 1, mais Herstal raccrocha au score qui devient 6 à 5, c'est alors que le Sporting fut touché d'un lourd handicap, en effet deux des cadres du noyau se blesse, Loots et Smeets mais Neerpelt parvient à garder l'avantage à la pause.
On ne peut pas dire autant au début de la seconde période où le HC Herstal réussit à passer devant 9 à 10, une avance que les liégeois gardèrent jusqu'à 13 à 14 puisque Neerpelt infligea trois buts d'affilée à Herstal et passe devant 16 à 14 et, bien que Grandjean ramena le score à 16 à 15, les Liégeois se voient prendre une nouvelle fois trois buts d'affilée et Dubuc rata également un penalty ce qui scella le score à 19 à 15 pour le Sporting, une avance confortable avant d'aller à Liège pour la rencontre retour.
Un match retour où comme à l'aller, ce sont les joueurs de Neerpelt qui prennent le meilleur départ passant de 0 à 3 à 1 à 6 et malgré un sursaut d’orgueil de la part de Herstal, 6 à 9, les armuriers ratèrent deux penaltys et n'étaient pas assez solides en défense, ce qui conclut la première période sur le score de 7 à 12.
En deuxième période, le HC Herstal parvient à revenir 14 à 16 et même à égaliser 18 partout, une égalité qui resta jusqu'à 23 partout mais Spooren et Philippe ainsi que Catteeuw, scellèrent le score à 24 à 26 pour le Sporting, un score dont la moitié fut inscrit par Catteeuw.
Ainsi, le Sporting Neerpelt réussit à décrocher son neuvième titre de champion de Belgique, son quatrième consécutif.

### 1990-2003: Toujours présent mais moins performant
Lors de l'entre saison, malgré l'arrivée de Luc Brouwers et de Van Leugenhage, Neerpelt vit partir d'importants éléments de son noyau comme Mietek Wojczak qui part au HC Kiewit, Will Jacobs partit au V&L Handbal Geleen et Joseph Delpire qui part chez le concurrent direct du HC Herstal, ces différents départs mettra le Sporting en difficultés dans le but de conserver son titre.
Mais, malgré ces différents départs, le Sporting reste toujours le champion en titre et pour ce faire, disputa la Coupe des clubs champions où les joueurs limbourgeois durent affronter leurs voisins néerlandais du HV Sittardia lors d'une double confrontation qui tourna à l'avantage du club néerlandais.
En effet, défait à domicile sur le score de 21 à 24, Neerpelt ne put rien faire au match retour où ils concédèrent à un score de 17 à 21 et se font donc évincer de la compétition sur le total de 38 à 45.
Au niveau national, le club fut éliminé assez tôt en Coupe de Belgique, à savoir en huitième de finale contre l'Union beynoise,, et donc même si le Sporting est éliminé, il put se concentrer sur un championnat bien plus disputé qu'auparavant.
Juste un peu avant les play-offs, le Sporting Neerpelt dut aller affronter le HC Herstal dans un match qui allait déterminer l'équipe qui terminera en tête de la phase classique mais dans un match très disputé, ce fut finalement les liégeois du HC Herstal qui émergèrent grâce à un penalty inscrit par l'ancien joueur de la formation limbourgeoise, Joseph Delpire qui scella le score à 19 à 18.
Finalement, le Sporting termina à la troisième position de la phase classique avec 34 points et donc conserva toutes ses chances pour le titre mais c'est play-offs furent un fiasco pour Neerpelt qui ne réussit qu'à décrocher que deux points seulement et ne se qualifia pas pour la Coupe d'Europe.
Lors de la saison 1991/1992, le Sporting réalisa un superbe parcours en Coupe de Belgique puisqu'après avoir éliminé le SHCA Flémalle, 37 à 8 en huitième de finale, l'Olympia Heusden, 11 à 19 en quart de finale,, et le tenant du titre de l'Initia HC Hasselt en demi-finales, le Sporting Neerpelt se hissa en finale de la Coupe de Belgique,.
Une finale qui comme l'année passée, se déroulait à La Ruche, soit à domicile pour Herstal et donc un avantage même si ça ne leur avait pas réussi la saison dernière, lors d'une finale des plus disputée.
Et cette année encore, la finale est des plus disputée même si le HC Herstal réussit à creuser rapidement l'écart passant de 9 à 6 à 12 à 8 mais ce ne fut pas sans compter Skalski, le meilleur homme de match qui ramena la Sporting à 12 à 11 au repos.
La seconde mi-temps fut plus brouillonne les deux formations se livrèrent un chassé-croisé l'une passant devant l'autre au tableau de score, alors que le jeune Richard Gérad fixa le score 20 à 19 pour Herstal, Bakalar parvient à arracher la prolongation.
Lors desquelles le Sporting Neerpelt passa devant par le billet de Spooren qui fixa le score à 20 à 22, c'est alors que Neerpelt décrocha complètement et le score passa de 24 à 22 grâce à Frenay, Jean-Michel Dubuc et, par deux fois, Joseph Delpire.
Alors qu'en championnat, au terme de la phase classique, avec le même nombre de points ainsi que le même nombre de victoires, le Sporting Neerpelt et l'Initia HC Hasselt terminent tous deux à la quatrième place, dernière place qualificative pour les play-offs.
Dès lors, les deux clubs revendique leurs places en Play-offs le CEP (Comité exécutif paritaire) et l'UBH (Union belge de handball) devaient trancher entre l'article 631 C (goal average et dans ce cas Hasselt serait qualifié) ou l'article 641 B (organisation d'un test-match).
Ce fut finalement un test-match qui dut être joué à Hechtel-Eksel mais lors de ce test-match seul Neerpelt était présent, en effet Hasselt mécontent s'est pourvu en cassation.
Mais rien n'y fait et se fut finalement le Sporting Neerpelt qui remporta le test-match sur forfait de l'Initia et donc fut qualifié pour les play-offs.
Des play-offs où avec trois victoires et trois défaites, le Sporting termina à la troisième place devant le HC Herstal avec un total de sept points.

## Nom
Au début le club était appelé, Sporting Neerpelt, puis après la fusion avec le HCA Lommel le club fut rebaptiser Sporting Neerpelt-Lommel mais est souvent abrégée par Sporting NeLo.Bien que le club possède le nom de la ville de Lommel dans son titre, rien a changé mis à part le nom, le club possède toujours le même matricule du temps du Sporting Neerpelt et donc c'est quelque 19 titres nationaux.

## Rivalités
Les matchs les plus tendus du Sporting Neerpelt-Lommel sont ceux face aux clubs limbourgeois, mais surtout ceux évoluant en division 1 tels que l'Achilles Bocholt, l'Initia HC Hasselt ou encore le United HC Tongeren.

## Parcours
| Saison            | Division           | Rang               | Coupe              | Europe*            |
| Sporting Neerpelt | Sporting Neerpelt  | Sporting Neerpelt  | Sporting Neerpelt  | Sporting Neerpelt  |
| ----------------- | ------------------ | ------------------ | ------------------ | ------------------ |
| avant 1975        | résultats inconnus | résultats inconnus | résultats inconnus | résultats inconnus |
| 1975-1976         | Division 2         | ?                  | ?                  | -                  |
| 1976-1977         | Division 1         | ?                  | ?                  | -                  |
| 1977-1978         | Division 1         | Champion           | ?                  | -                  |
| 1978-1979         | Division 1         | ?                  | ?                  | C1 : 2e tour       |
| 1979-1980         | Division 1         | Champion           | Vainqueur          | -                  |
| 1980-1981         | Division 1         | Champion           | Finaliste          | C1 : 2e tour       |
| 1981-1982         | Division 1         | Champion           | Finaliste          | C1 : 2e tour       |
| 1982-1983         | Division 1         | Champion           | ?                  | C1 : 1er tour      |
| 1983-1984         | Division 1         | ?                  | ?                  | C1 : 2e tour       |
| 1984-1985         | Division 1         | ?                  | ?                  | C3 : 1/4           |
| 1985-1986         | Division 1         | ?                  | ?                  | C3 : 1/8           |
| 1986-1987         | Division 1         | Champion           | Vainqueur          | C3 : 1er tour      |
| 1987-1988         | Division 1         | Champion           | Vainqueur          | C1 : 2e tour       |
| 1988-1989         | Division 1         | Champion           | Vainqueur          | C1 : 1er tour      |
| 1989-1990         | Division 1         | Champion           | ?                  | C1 : 1er tour      |
| 1990-1991         | Division 1         | ?                  | ?                  | C1 : 1er tour      |
| 1991-1992         | Division 1         | ?                  | ?                  | -                  |
| 1992-1993         | Division 1         | ?                  | ?                  | -                  |
| 1993-1994         | Division 1         | ?                  | Vainqueur          | C3 : 1/16          |
| 1994-1995         | Division 1         | ?                  | ?                  | C2 : 1/16          |
| 1995-1996         | Division 1         | ?                  | ?                  | -                  |
| 1996-1997         | Division 1         | ?                  | Vainqueur          | -                  |
| 1997-1998         | Division 1         | ?                  | ?                  | C2 : 1/16          |
| 1998-1999         | Division 1         | ?                  | ?                  | C3 : 1/8           |
| 1999-2000         | Division 1         | 3                  | ?                  | C3 : 1/16          |

| Saison                   | Division          | Rang              | Coupe             | Europe*           |
| Sporting Neerpelt        | Sporting Neerpelt | Sporting Neerpelt | Sporting Neerpelt | Sporting Neerpelt |
| ------------------------ | ----------------- | ----------------- | ----------------- | ----------------- |
| 2000-2001                | Division 1        | 3                 | Vainqueur         | -                 |
| 2001-2002                | Division 1        | 2                 | Vainqueur         | C2 : 1/16         |
| 2002-2003                | Division 1        | ?                 | Finaliste         | C2 : 1/16         |
| 2003-2004                | Division 1        | Champion          | ?                 | -                 |
| 2004-2005                | Division 1        | ?                 | Finaliste         | C3 : 1/16         |
| 2005-2006                | Division 1        | ?                 | Vainqueur         | -                 |
| 2006-2007                | Division 1        | 5                 | ?                 | -                 |
| 2007-2008                | Division 1        | 3                 | ?                 | -                 |
| 2008-2009                | Division 1        | 5                 | ?                 | -                 |
| Sporting Neerpelt-Lommel |                   |                   |                   |                   |
| 2009-2010                | Division 1        | 7                 | Vainqueur         | -                 |
| 2010-2011                | Division 1        | 3                 | ?                 | -                 |
| 2011-2012                | Division 1        | 5                 | ?                 | -                 |
| 2012-2013                | Division 1        | 4                 | 1/2 finale        | -                 |
| 2013-2014                | Division 1        | 5                 | 1/2               | -                 |
| 2014-2015                | Division 1        | 6                 | -                 | -                 |
| 2015-2016                | Division 1        | 7                 | Finaliste         | -                 |
| 2016-2017                | Division 1        | 5                 | 1/8               | -                 |
| 2017-2018                | BeNe League       | 9                 | 1/2               | -                 |
| 2018-2019                | BeNe League       | 7                 | Finaliste         | -                 |
| Sporting Pelt            |                   |                   |                   |                   |
| 2019-2020                | BeNe League       | 5                 | 1/2               | -                 |
| 2020-2021                | BeNe League       | annulée           | annulé            | -                 |
| 2021-2022                | BeNe League       | 4                 | ?                 | -                 |
| 2022-2023                | BeNe League       | ?                 | ?                 | -                 |

 * Légende : C1=Ligue des champions ; C2=Coupe des Vainqueurs de Coupe ; C3= Coupe de l'EHF ; C4=Coupe des Villes/Coupe Challenge.

## Palmarès

### Palmarès masculin
Le tableau suivant récapitule les performances de la section masculine du Handbal Sporting Neerpelt-Lommel dans les diverses compétitions belges et européennes[réf. nécessaire].
| Compétitions internationales | Compétitions nationales |
| - EHF champions League - Deuxième tour préliminaire: 1978-1979, 1980-1981, 1981-1982, 1983-1984, 1987-1988 - EHF Cup - Seizième de finale : 1999-2000 - Coupe des vainqueurs de coupe - Seizième de finale : 1994-1995, 1997-1998 - Benelux liga - Sixième du groupe B : 2011-2012 | - Championnat de Belgique (10) - Premier : 1977-1978, 1979-1980, 1980-1981, 1981-1982, 1982-1983, 1986-1987, 1987-1988, 1988-1989, 1989-1990, 2003-2004 - Coupe de Belgique (9) - Vainqueur : 1980, 1987, 1988, 1989, 1994, 1997, 2001, 2002, 2006 |

### Palmarès féminin
Le tableau suivant récapitule les performances de la section féminine du Handbal Sporting Neerpelt-Lommel dans les diverses compétitions belges et européennes[réf. nécessaire].
| Compétitions internationales                                                                                               | Compétitions nationales                                                                      |
| - EHF Cup - Premier tout préliminaire: 1983-1984, 1985-1986 - Coupe des vainqueurs de coupe - Huitième de final: 1998-1999 | - Championnat de Belgique (10) - deuxième : 1983-1984, 1985-1986 ... - Coupe de Belgique (9) |

## Trophée individuel
Trophées individuels des joueurs du Initia Handbal Club Hasselt[Qui ?]
| Handballeur de l'année                                          |
| - 1999 Patrick Catteeuw - 2002 Bart Lenders - 2006 Bart Lenders |

| Meilleur Buteur de l'année |
| - 1992-1993 Patrick Catteeuw - 1999-2000 Bart Lenders - 2000-2001 Szymon Dobrzynsk - 2001-2002 Diethard Huygen - 2007-2008 Roel Valkenborgh |

| Meilleur buteuse de l'année                                 |
| - 1998-1999 Isabelle Hellings - 1999-2000 Isabelle Hellings |

## Entraineur
- Mietek Wojczak 1986-1989
- Gio Antonioli : 1994-
- Gabry Rietbroek: 1999
- Jos Schouterden: 2000-2003
- Gerrit Stavast/ Philippe Spooren: -2005
- Pierre Jansen 2005-2007
- Henryck Mrowiec 2007-2007
- Gerrit Stavast 2007-2008
- Predrag Dosen 2008-2012
- Robert Nijdam 2012-2014
- Bujar Qerimi 2014-2016
- Gabrie Rietbroek 2016-2017
- Pascal Grossi 2017-

## Joueurs emblématiques
- Patrick Catteeuw
- Bart Lenders
- Szymon Dobrzynsk
- Diethard Huygen
- Roel Valkenborgh
- Isabelle Hellings
- Bram Dewit
- Ivan Kopljar
- Igor Corvers
- Mietek Wojczak

## Effectif

### Effectif actuel
| N° | P   | Nom                   | Date de naissance         | Taille | Sélection | Au club depuis | Ancien club      |
| -- | --- | --------------------- | ------------------------- | ------ | --------- | -------------- | ---------------- |
| 12 | GB  | Thijs Van Leeuwen     | 26 février 1987 (35 ans)  | 1,94 m | Pays-Bas  | 2017           | Limburg Lions    |
| 16 | GB  | Nick Deekens          | 26 mars 2002 (20 ans)     | 1,94 m | Belgique  | 2019           | Formé au club    |
| 35 | GB  | Youri Denert          | 23 février 1994 (28 ans)  | 1,90 m | -         | 2019           | OHV Aurich       |
| 7  | ALG | Tommie Falke          | 8 février 1993 (30 ans)   | 1,81 m | Pays-Bas  | 2019           | JMS Hurry-Up     |
| 54 | ALG | Michel Lambert        | 1 janvier 2001 (22 ans)   |        | -         | 2022           | Atomix Haacht    |
| 23 | ALD | Sverre Stollman       | 23 octobre 2003 (19 ans)  | 1,88 m | -         | 2018           | Initia Hasselt   |
| 5  | ALD | Seppe Vandenboer      | 6 mars 2002 (20 ans)      | 1,80 m | -         | 2019           | Formé au club    |
| 15 | ALD | Bart Köhlen           | 16 décembre 1984 (38 ans) | 1,83 m | -         | 2019           | Initia Hasselt   |
| 11 | DC  | Vlatko Tasevski       | 4 mai 1983 (39 ans)       | 1,82 m | -         | 2016           | Achilles Bocholt |
| 17 | DC  | Bartosz Konitz        | 30 décembre 1984 (38 ans) | 1,95 m | Pologne   | 2020           | Formé au club    |
| 24 | DC  | Dylan Vossen          | 13 mai 1992 (30 ans)      | 1,84 m | -         | 2020           | Initia Hasselt   |
| 10 | ARG | Robbe Spooren         | 10 avril 2001 (21 ans)    | 1,80 m | Belgique  | 2018           | Formé au club    |
| 22 | ARG | Louis Delpire         | 7 décembre 1998 (24 ans)  | 1,94 m | Belgique  | 2022           | Atomix Haacht    |
| 27 | ARG | Robin Schoenaker      | 23 août 1995 (27 ans)     | 1,93 m | Pays-Bas  | 2018           | DFS Arnhem       |
| 21 | ARD | Louis Vandebeeck      | 10 juillet 1999 (23 ans)  | 1,89 m | Belgique  | 2016           | Formé au club    |
| 74 | ARD | Door Vandebeeck       | 13 novembre 2001 (21 ans) | 1,93 m | -         | 2018           | Formé au club    |
| 72 | PVT | Gaëtan Vanhaesendonck | 28 octobre 1998 (24 ans)  | -      | -         | 2022           | Atomix Haacht    |

## Galerie

Logo du Sporting Neerpelt